# (13557) Lievetruwant
(13557) Lievetruwant (1992 OB9) – planetoida z pasa głównego asteroid okrążająca Słońce w ciągu 4,6 lat w średniej odległości 2,76 j.a. Odkryta 24 lipca 1992 roku.